# Бек, Лео
Лео Бек (нем. Leo Baeck; 23 мая 1873, Лиссе — 2 ноября 1956, Лондон) — раввин немецко-польского происхождения, учёный-философ, лидер прогрессивного иудаизма.

## Биография

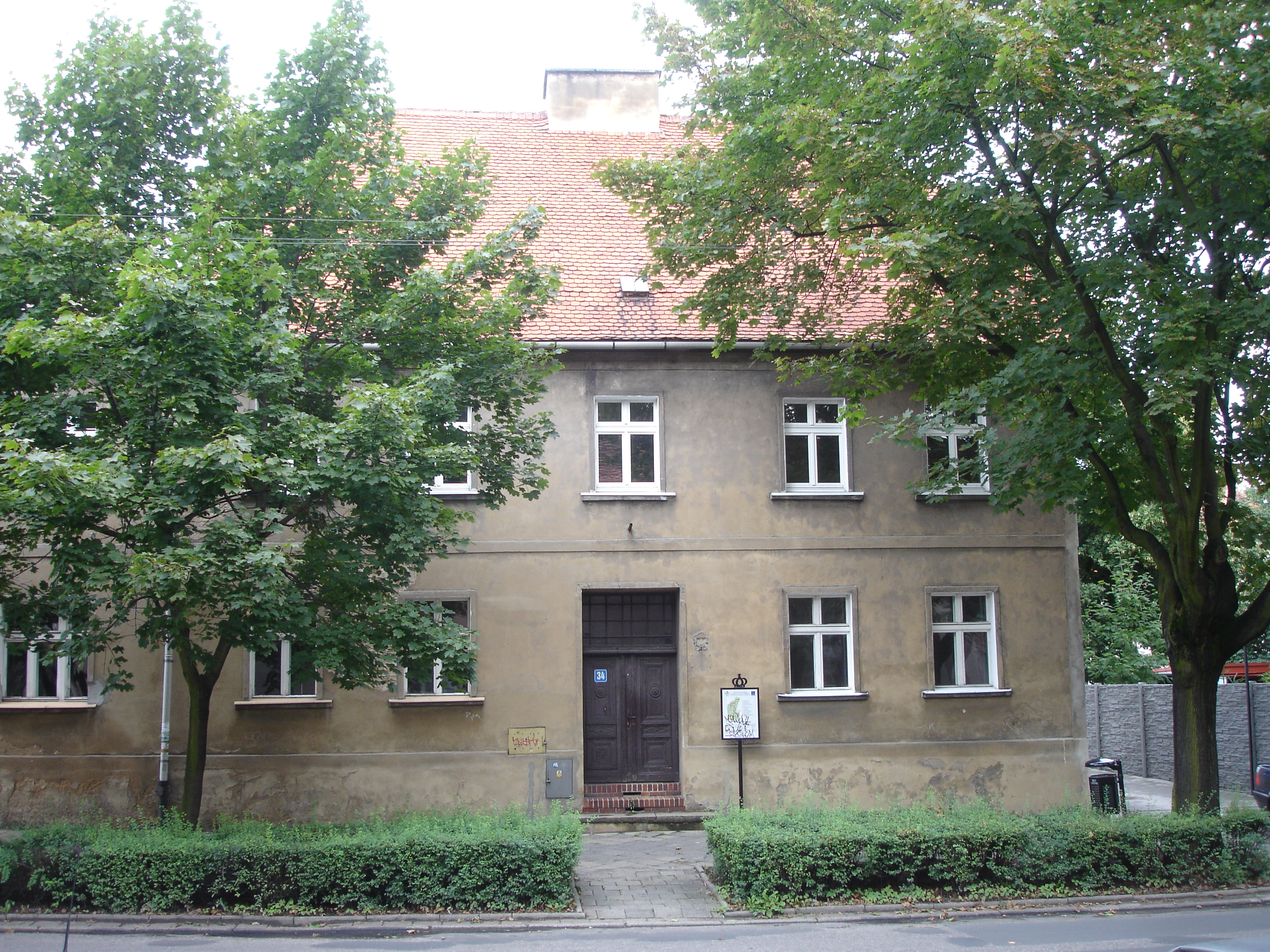
Дом Лео Бека

### До Второй мировой войны
Бек родился в Лиссе (теперь город Лешно в Польше), тогда в немецкой провинции Позен, сын раввина Сэмюэла Бека. Своё обучение он начал в иешиве в Бреслау в 1894. Также он изучал философию в Берлине с Вильгельмом Дилтеем, был раввином общин в Ополе, Дюссельдорфе и Берлине. Обучался в Высшем институте изучения еврейства.
В 1905 году Бек опубликовал «Средоточие Иудаизма», как ответ на «Средоточие христианства», написанное Адольфом фон Гарнаком. Эта книга преобразовывала и оценивала иудаизм сквозь призму неокантианства, вступала в полемику с религиозным экзистенциализмом, предлагала евреям новый взгляд на их веру. Во время Первой мировой войны Лео Бек служил капелланом в германской имперской армии.
В 1933 году после прихода к власти национал-социалистов, Бек защищал еврейскую общину, как президент «Представительства немецкого еврейства при Рейхе», организации, которая объединяла евреев Германии с 1933 по 1938 год. После Хрустальной ночи «Представительство» было расформировано. 4 июля 1939 года национал-социалистами была создана другая организация — «Объединение евреев Германии при Рейхе» и её деятельность была поставлена под прямой контроль Гестапо. Действия «Объединения» подвергались критике, многие сочли его решение сотрудничать с нацистами глупым и ведущим евреев на прямой путь к собственной смерти, на котором одни евреи помогают убивать других. Лео Бек возглавлял «Объединение», будучи его президентом, до своей депортации в Терезиенштадт 27 января 1943 года.
Лео Бек не играл решающей роли в еврейской администрации гетто до его последних дней. Тем не менее, он никогда не пытался отказаться от роли лидера и символа евреев, заключенных в Терезине. В Берлине он был лидером немецких евреев, а в Терезиенштадте стал духовным лидером и символом, главой тысяч евреев со всех концов оккупированной Европы.
До самой депортации множество американских организаций предлагали ему избежать ужасов войны и бежать в Америку. Лео Бек отказался покинуть свою общину в лагерях и отклонил все предложения. Тем не менее, он сумел выжить в Катастрофе, а его четыре сестры погибли в гетто. После того, как Терезин был освобожден советскими войсками в мае 1945 года, он стал главой объединения евреев, как Еврейский Старейшина.

### После войны

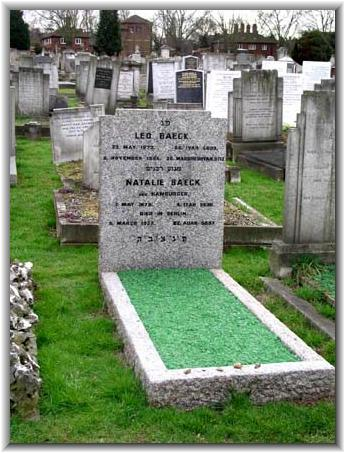
Могила

После войны Бек эмигрировал в Лондон, где принял на себя должность президента Северо-Западной реформистской синагоги в Темпл Форчен. Он преподавал в Хибру Юнион Колледж (Hebrew Union College) в Америке и со временем стал председателем Всемирного Объединения Прогрессивного Иудаизма. В этот период он опубликовал свой второй большой труд «Этот народ — Израиль», над которым он начал работать ещё в гетто.
В 1946 году он был у истоков создания Международного совета христиан и евреев (ICCJ), которое состоялось на конференции «Свобода, справедливость, ответственность» в Оксфорде.
В 1955 году был основан «Институт изучения истории и культуры германского еврейства имени Лео Бека» и сам Лео Бек стал его первым международным президентом. Астероид 100047 Leobaeck был назван в его честь. Также имя Лео Бека носит «Лео Бек колледж» — лондонский институт, готовящий раввинов прогрессивного движения.
Лео Бек скончался 2 ноября 1956 года в Лондоне.

## Организации, названные в честь Лео Бека
- Leo Baeck College — раввинская школа в Лондоне[4].
- Leo Baeck Education Center — средняя и старшая школа в Хайфе, Израиль[5].
- Leo Baeck Centre for Progressive Judaism, Melbourne — Синагога и общинный центр[6].
- Средняя школа в Торонто, Канада.
- Дом престарелых имени Лео Бека, Хербартштрассе, Берлин, Германия.
- Институт имени Лео Бека, Иерусалим[7].
- Институт имени Лео Бека, Лондон[8].
- Институт имени Лео Бека, Нью-Йорк[9].
- Leo Baeck Foundation — организация, основанная с помощью семьи Лео Бека на 50-летие со дня его кончины, занимается помощью раввинскому образованию и межрелигиозному диалогу[10].
- Leo Baeck Temple — реформистская община западного Лос-Анджелеса, Калифорния[11].